# 周蘊良
周蕴良（1867年—1904年)，字昧仁、味莼，号惕斋，绍兴会稽人，清末进士。
光绪九年（1883年）入邑庠，因乡试不第，遂设帐授徒，加入同郡周炳琦、王余庆所建之“志学会”。二十八年（1902年）乡试中举人，荐经济特科。二十九年（1903年）癸卯科会试中会元，殿试位列二甲第四十九名，同年闰五月，改翰林院庶吉士。次年应散馆试时突然发病，卒于正月二十一日。著有《惕斋遗集》及《续集》。